# Eurya rugosa
Eurya rugosa är en tvåhjärtbladig växtart som beskrevs av Hu Hsien-Hsu. Eurya rugosa ingår i släktet Eurya och familjen Pentaphylacaceae. Inga underarter finns listade i Catalogue of Life.